# 영지 (가수)
영지(본명: 김영지, 1981년 11월 26일 ~ )는 대한민국의 가수이다.

## 학력
- 서울수유초등학교 (졸업)
- 화계중학교 (졸업)
- 아현산업정보학교 (졸업)
- 동아방송예술대학교 영상음악학과 (학사)

## 출연 작품

### 예능
- TV조선 《내일은 미스트롯 2》
- MBC 《방과후 설렘》
- TV조선 《부캐전성시대》 - 땡지
- MBC 무한도전 ( 박명수의 어떤가요)

## 음반
- 《버릇》 (2007년)
- 《전구》 (2008년)
- 《미쳐야 사랑이지》 (2010년)
- 《Young Jee 1st Mini Album》 (2010년)
- 《첫사랑 (후쿠야마 마사하루 리메이크)》 (2011년)
- 《Sorrowful Heart》 (2011년)
- 《A-Pop Project #3 ′She′》 (2012년)
- 《The Lyrics (더 리릭스) - No.2》 (with 이규훈) (2012년)
- 《Hitman Project #2 : A Tribute To The Hitman, David Foster》 (With 이소라) (2013년)
- 《Excuse》 (2013년)
- 《사랑하기 싫어》 (2013년)
- 《토닥토닥》 (2014년)
- 《떨림》 (2014년)
- 《먼 길》 (2015년)
- 《취한 건 아니고》 (2016년)

### OST
- 《정조암살미스터리: 8일 OST》 (2007년)
  - 〈비나리〉
- 《강남엄마 따라잡기 OST》 (2007년)
  - 〈괜찮아 아닐거야〉
- 《개와 늑대의 시간 OST》 (2007년)
  - 〈Promise〉
- 《대왕 세종 OST》 (2008년)
  - 〈달〉
- 《바람의 화원 OST》 (2008년)
  - 〈눈길〉
- 《한일특집극 TELECINEMA 트라이앵글 OST》 (2009년)
  - 〈다른 연인들처럼〉
- 《Very Best TELECINEMA7》 (2011년)
  - 〈다른 연인들처럼〉
- 《결혼의 꼼수 OST Part 2》 (2012년)
  - 〈Mistake〉
- 《라스트 OST Part 4》 (2015년)
  - 〈다가온다〉
- 《귀신 보는 형사 처용 2 OST Part 1》 (2015년)
  - 〈멀어지지 말아요〉

### 참여 음반
- 《브라운 아이드 걸스 - 2집 떠나라 미스김》 (2007년)
  - 〈남자는 없다(Feat. 영지)〉
- 《노블레스 - 3집 Last Romanticist》 (2008년)
  - 〈어느 겨울 날(Feat. 영지)〉
- 《MC까리 - Sad Story》 (2009년)
  - 〈심장이 멈추다(Feat. 영지)〉
  - 〈떠나지마(Feat. 영지)〉
- 《무명미노 - 이륙》 (2009년)
  - 〈왜 모르니(Feat. 영지)〉
- 《With Special Guests - Masaharu Fukuyama Remake》 (2011년)
  - 〈첫사랑〉
- 《하하 & 타우 - Acoustic Tuning Time》 (2012년)
  - 〈머리를 쓸어내리며(Feat. 영지)〉
- 《하하 & 타우 - Acoustic Tuning Time ; Repackage》 (2012년)
  - 〈머리를 쓸어내리며(Feat. 영지)〉
- 《하하 - 박명수의 어떤가요》 (2013년)
  - 〈섹시 보이(Feat. 영지)〉
- 《Hitman Project : A Tribute To The Hitman, David Foster》(2013년)
  - 〈Hard To Say I`m Sorry (좋은 사람 만나서)〉

### TV 출연
- 2016년 MBC 《미스터리 음악쇼 복면가왕》 - 나왔다고 전해라! 백세인생!